# ストロンボリの海戦 (1676年)
ストロンボリの海戦（ストロンボリの海戦、英語: Battle of Stromboli）、または第二次ストロンボリの海戦（だいにじストロンボリのかいせん、フランス語: Seconde bataille du Stromboli）、アリクーディの海戦（アリクーディのかいせん、フランス語: Bataille d'Alicudi）、ミラッツォの海戦（ミラッツォのかいせん、フランス語: Bataille de Milazzo）は仏蘭戦争中の1676年1月8日、ティレニア海にあるエオリア諸島のアリクーディ島沖で行われた海戦。アブラハム・デュケーヌ率いるフランス艦隊とミヒール・デ・ロイテル率いるオランダ艦隊の間で行われたこの海戦は決着がつかず、両軍とも勝利を宣言した。

## 背景
仏蘭戦争の最中、スペインの統治下にあるメッシーナが反乱した。1674年、海上封鎖を受けたメッシーナはフランス王ルイ14世に助けを求め、ルイ14世はそれに応じてジャン＝バティスト・ド・ヴァルベル率いるフランス艦隊をシチリア沖に派遣した。翌1675年にデュケーヌが代わって指揮した後、1676年にはモルトマール公爵が指揮した。その後、青色艦隊はデュケーヌが指揮、白色と青色艦隊はプルイー＝デュミエールの艦隊の指揮官が指揮した。
反乱軍の補給、特に小麦の補給は船隊でしかできなかったが、スペイン艦隊は船隊による補給の阻止に失敗した。
オランダは敵の敵は助けるべきと考え、ミヒール・デ・ロイテル提督率いる艦隊を地中海に派遣した。1675年7月26日にオランダ総督ウィレム3世がロイテル宛てに書いた手紙では「スペイン艦隊」を探して「オランダ艦隊と合流させて、神の恩寵によりメッシーナをスペイン王に服従させる」よう命じた。
しかしオランダではこの戦役に対する興味が薄く、オランダ艦隊の装備は貧弱だった。ロイテルはオランダの内政においてはウィレム3世の政敵であり、彼が派遣されたのもそれが理由だった：二人ともこの任務の完成が不可能であることを知っていた。
モルトマールはスペイン軍の補給基地であるアウグスタを奪取してシチリア島の南岸を監視しようとし、1675年8月12日に成功した。オランダ艦隊は同年12月20日にミラッツォに到着した。

## 戦闘
リーパリ島に火がともったことが信号となり、ロイテルはフランス軍の接近を知った。1月8日の朝、両艦隊はシチリア島の北海岸から約20リーグ（60海里）にて相対した。風は弱く、西へ吹いていた。両艦隊の戦列の方向は南西のパレルモに向けており、その距離は約1.5リーグ（約8キロメートル）あったため砲撃の射程外にあった。フランス艦隊が風上の位置にいたため攻撃開始の時刻を選ぶことができた。
午前9時、フランス艦隊が攻撃を開始すると、両艦隊とも砲撃を開始した。砲撃により一部の船が損傷、戦列から離脱して応急処置をしなければならなかったが、両艦隊の戦列とも規律を保った。フランス艦隊は火船3隻を使用した（うち2隻は前衛に向けて進んだ）が効果がなかった。
夜にはスペインのガレー船がトゥールヴィル伯爵を艦長とするル・セプトール（Le Sceptre）に砲撃したが、トゥールヴィルは36ポンドの下層砲で反撃した。スペインのガレー船は攻撃をやめてオランダ船2隻を牽引した。オランダ艦隊はそのまま撤退、フランス艦隊に見られている最中に北東のストロンボリ島に向けて撤退した。

## 影響
この海戦は戦術的には決着せず、戦略的にも何ら成果をもたらさなかった。両軍とも勝利を宣言、決着は後のアウグスタの海戦とパレルモの海戦に持ち越された。